# Ádám hídja
Ádám hídja (tamil ஆதாம் பாலம், Atham Palam; angol: Adam's Bridge) Dél-India egyik csúcsát Srí Lanka északnyugati részével összekötő apró szigetek és zátonyok láncolata. Ez a kb. 30 km-es láncolat a Mannari-öbölt választja el a Palk-öböltől. Helyi nyelven Ráma hídjának vagy Setubandha néven is nevezik (tamil: இராமர் பாலம் Irāmar Palam).
Feljegyzések arról tanúskodnak, hogy kb. a 15. századig Ádám hídján száraz lábbal át lehetett kelni, azaz teljes egészében a tengerszint felett volt. A „hidat” 1480-ban egy trópusi ciklon tette tönkre, majd a viharok egyre inkább kiszélesítették a szigetek közti szorosokat.
A Rámájana hindu eposz szerint Hanumán építette, aki segíteni akart Rámának abban, hogy átkeljen a tengerszoroson és megmentse Szítát. A muszlim hagyomány szerint Ádám kelt át a „hídon”, miután kiűzetett az édenkertből.

## Fordítás
- Ez a szócikk részben vagy egészben  az   Adam's Bridge című angol Wikipédia-szócikk fordításán alapul.  Az eredeti cikk szerkesztőit annak laptörténete sorolja fel. Ez a jelzés csupán a megfogalmazás eredetét és a szerzői jogokat jelzi, nem szolgál a cikkben szereplő információk forrásmegjelöléseként.